# Hieracium aguilellae
Hieracium aguilellae es una especie de planta fanerógama de la familia Asteraceae. Es originaria de la Cordillera Ibérica donde se encuentra en Puebla de Benifasar (Bajo Maestrazgo.)

## Taxonomía
Hieracium aguilellae fue descrita por Gonzalo Mateo y publicado en Flora Montiber 27: 25, 30. [Sept 2004].
Etimología
Hieracium: nombre genérico que proviene de la palabra del griego antiguo hierax o hierakion = "halcón". El nombre del género originalmente fue dado por el botánico francés Joseph Pitton de Tournefort (1656 - 1708), probablemente refiriéndose a algunos de los escritos del naturalista romano Plinio el Viejo (23-79) en el que, según la tradición, las aves rapaces utilizan esta planta para fortalecer su visión. Desde el punto de vista científico, el nombre del género fue publicado por primera vez por Carl von Linne (1707-1778), biólogo y escritor sueco, considerado el padre de la moderna clasificación científica de los organismos vivos, en la publicación Species Plantarum - 2:. 799 1753 del 1753.
aguilellae: epíteto